# Finale della Coppa UEFA 1993-1994
La finale della 23ª edizione della Coppa UEFA fu disputata in gara d'andata e ritorno tra Inter e Salisburgo. Il 26 aprile 1994 allo stadio Ernst Happel di Vienna la partita, arbitrata dal danese Kim Milton Nielsen, finì 0-1.
La gara di ritorno si disputò dopo due settimane allo stadio Giuseppe Meazza di Milano e fu arbitrata dallo scozzese Jim McCluskey. Il match terminò 1-0 e ad aggiudicarsi il trofeo fu la squadra italiana.

## Le squadre
| Squadre    | Partecipazioni precedenti (il grassetto indica la vittoria) |
| ---------- | ----------------------------------------------------------- |
| Salisburgo | Nessuna                                                     |
| Inter      | 1 (1991)                                                    |

## Il cammino verso la finale
L'Inter di Gianpiero Marini (subentrato in febbraio a Osvaldo Bagnoli) esordì contro i rumeni del Rapid Bucarest superandoli con un risultato complessivo di 5-1. Nel secondo turno gli italiani affrontarono i ciprioti del Apollōn Limassol, sconfitti col risultato aggregato di 4-3. Agli ottavi di finale gli inglesi del Norwich City furono battuti sia all'andata che al ritorno col risultato di 1-0. Ai quarti i Nerazzurri affrontarono i temibili tedeschi del Borussia Dortmund e, dopo la sorprendente vittoria per 3-1 in Germania rischiarono di essere eliminati perdendo 1-2 a Milano. In semifinale il sorteggio propose un derby tutto italiano col Cagliari. In Sardegna furono i Rossoblù ad avere la meglio per 3-2, ma la gara di ritorno vide la vittoria netta con un secco 3-0 da parte dell'Inter.
Il Salisburgo di Otto Barić iniziò il cammino europeo contro gli slovacchi del DAC Dunajská Streda sconfiggendoli 2-0 sia all'andata che al ritorno. Nel secondo turno gli austriaci affrontarono i belgi dell'Anversa, battendoli col risultato di 1-0 in entrambe le uscite. Agli ottavi i portoghesi dello Sporting Lisbona furono sconfitti in casa 3-0 ai tempi supplementari, dopo che l'andata si concluse sul 2-0 per i lusitani. Ai quarti di finale i Violett-Weiss affrontarono i tedeschi dell'Eintracht Francoforte superando il turno solo ai tiri di rigore dopo la vittoria casalinga per 1-0 e la sconfitta esterna col medesimo risultato. In semifinale fu il turno di un'altra compagine teutonica, il Karlsruhe, che fu eliminata grazie alla regola dei gol fuori casa (0-0 e 1-1 i risultati).

## Le partite
A Vienna, per l'inadeguatezza dell'impianto di Salisburgo, va in scena la finale d'andata tra l'Austria Salisburgo, che in quegli anni era denominata Casino Salzburg per motivi di sponsor, e l'Inter, che in campionato stava navigando in zona retrocessione. Nonostante l'annata negativa dei Nerazzurri, il tasso tecnico è comunque superiore e alla mezz'ora gli ospiti vanno in vantaggio con un gran gol in diagonale di destro da dentro l'area di Nicola Berti. Neanche l'espulsione di Alessandro Bianchi a inizio ripresa dà la possibilità di riprendere gli avversari.
Due settimane più tardi, a Milano, gli austriaci sono chiamati a una vera e propria impresa che, come da pronostico, non si realizza. Gli ospiti tentano pure qualche sortita offensiva, sventata da Walter Zenga, e trovano addirittura un doppio palo con Marquinho. Dopo un'ora di gioco, però, Wim Jonk è lanciato da Rubén Sosa sulla sinistra e si presenta davanti al portiere austriaco, battendolo con un sontuoso pallonetto di esterno destro che vale la conquista della Coppa UEFA.

## Tabellini

### Andata
| Arbitro: | Kim Milton Nielsen |

|  |           |           |
|  | Marcatori | 35’ Berti |

| Salisburgo | Inter |

| Salisburgo    |    |                      |     |     |
|               |    |                      |     |     |
| POR           | 1  | Otto Konrad          |     |     |
| DIF           | 2  | Leopold Lainer       |     |     |
| DIF           | 3  | Heribert Weber       |     |     |
| DIF           | 4  | Thomas Winklhofer    |     | 61’ |
| DIF           | 5  | Christian Fürstaller |     |     |
| CEN           | 6  | Franz Aigner         |     |     |
| CEN           | 7  | Martin Amerhauser    |     | 46’ |
| CEN           | 8  | Peter Artner         |     |     |
| CEN           | 9  | Marquinho            |     |     |
| ATT           | 10 | Heimo Pfeifenberger  | 5’  |     |
| CEN           | 11 | Stadler              | 86’ |     |
| Sostituzioni: |    |                      |     |     |
| CEN           | 15 | Michael Steiner      |     | 61’ |
| CEN           | 7  | Damir Mužek          |     | 46’ |
| Allenatore:   |    |                      |     |     |
| Otto Barić    |    |                      |     |     |

| Inter            |    |                     |          |     |
|                  |    |                     |          |     |
| POR              | 1  | Walter Zenga        |          |     |
| DIF              | 2  | Antonio Paganin     |          |     |
| DIF              | 5  | Giuseppe Bergomi    |          |     |
| LIB              | 6  | Sergio Battistini   |          |     |
| TS               | 3  | Angelo Orlando      |          |     |
| CEN              | 4  | Wim Jonk            | 65’      |     |
| TD               | 7  | Alessandro Bianchi  | 11’, 48’ |     |
| CEN              | 9  | Nicola Berti        |          |     |
| CEN              | 8  | Antonio Manicone    |          |     |
| ATT              | 10 | Dennis Bergkamp     |          | 89’ |
| ATT              | 11 | Rubén Sosa          |          | 75’ |
| Sostituzioni:    |    |                     |          |     |
| CEN              | 15 | Francesco Dell'Anno |          | 89’ |
| DIF              | 13 | Riccardo Ferri      |          | 75’ |
| Allenatore:      |    |                     |          |     |
| Gianpiero Marini |    |                     |          |     |

### Ritorno
| Arbitro: | Jim McCluskey |

|          |           |  |
| Jonk 62’ | Marcatori |  |

| Inter | Salisburgo |

| Inter            |    |                   |     |     |
|                  |    |                   |     |     |
| POR              | 1  | Walter Zenga      |     |     |
| DIF              | 2  | Antonio Paganin   |     |     |
| LIB              | 6  | Sergio Battistini |     |     |
| DIF              | 5  | Giuseppe Bergomi  |     |     |
| TD               | 7  | Angelo Orlando    | 38’ |     |
| TS               | 3  | Davide Fontolan   | 44’ | 70’ |
| CEN              | 4  | Wim Jonk          |     |     |
| CEN              | 9  | Nicola Berti      |     |     |
| CEN              | 8  | Antonio Manicone  |     |     |
| ATT              | 10 | Dennis Bergkamp   |     | 88’ |
| ATT              | 11 | Rubén Sosa        |     |     |
| Sostituzioni:    |    |                   |     |     |
| DIF              | 14 | Massimo Paganin   |     | 88’ |
| DIF              | 13 | Riccardo Ferri    |     | 67’ |
| Allenatore:      |    |                   |     |     |
| Gianpiero Marini |    |                   |     |     |

| Salisburgo    |    |                      |     |     |
|               |    |                      |     |     |
| POR           | 1  | Otto Konrad          |     |     |
| DIF           | 2  | Leopold Lainer       |     |     |
| DIF           | 3  | Heribert Weber       |     |     |
| DIF           | 4  | Thomas Winklhofer    |     | 70’ |
| DIF           | 5  | Christian Fürstaller |     |     |
| CEN           | 6  | Franz Aigner         |     |     |
| ATT           | 7  | Nikola Jurčević      |     |     |
| CEN           | 8  | Peter Artner         |     | 75’ |
| CEN           | 9  | Marquinho            |     |     |
| CEN           | 10 | Wolfgang Feiersinger | 44’ |     |
| CEN           | 11 | Adolf Hütter         |     |     |
| Sostituzioni: |    |                      |     |     |
| CEN           | 13 | Martin Amerhauser    |     | 70’ |
| DIF           | 15 | Michael Steiner      | 80’ | 75’ |
| Allenatore:   |    |                      |     |     |
| Otto Barić    |    |                      |     |     |